# Aiguille de la Grande Sassière
Pour les articles homonymes, voir Sassière.
L'aiguille de la Grande Sassière est un sommet des Alpes grées, à la frontière franco-italienne, entre la Savoie et la Vallée d'Aoste.

## Géographie

### Situation

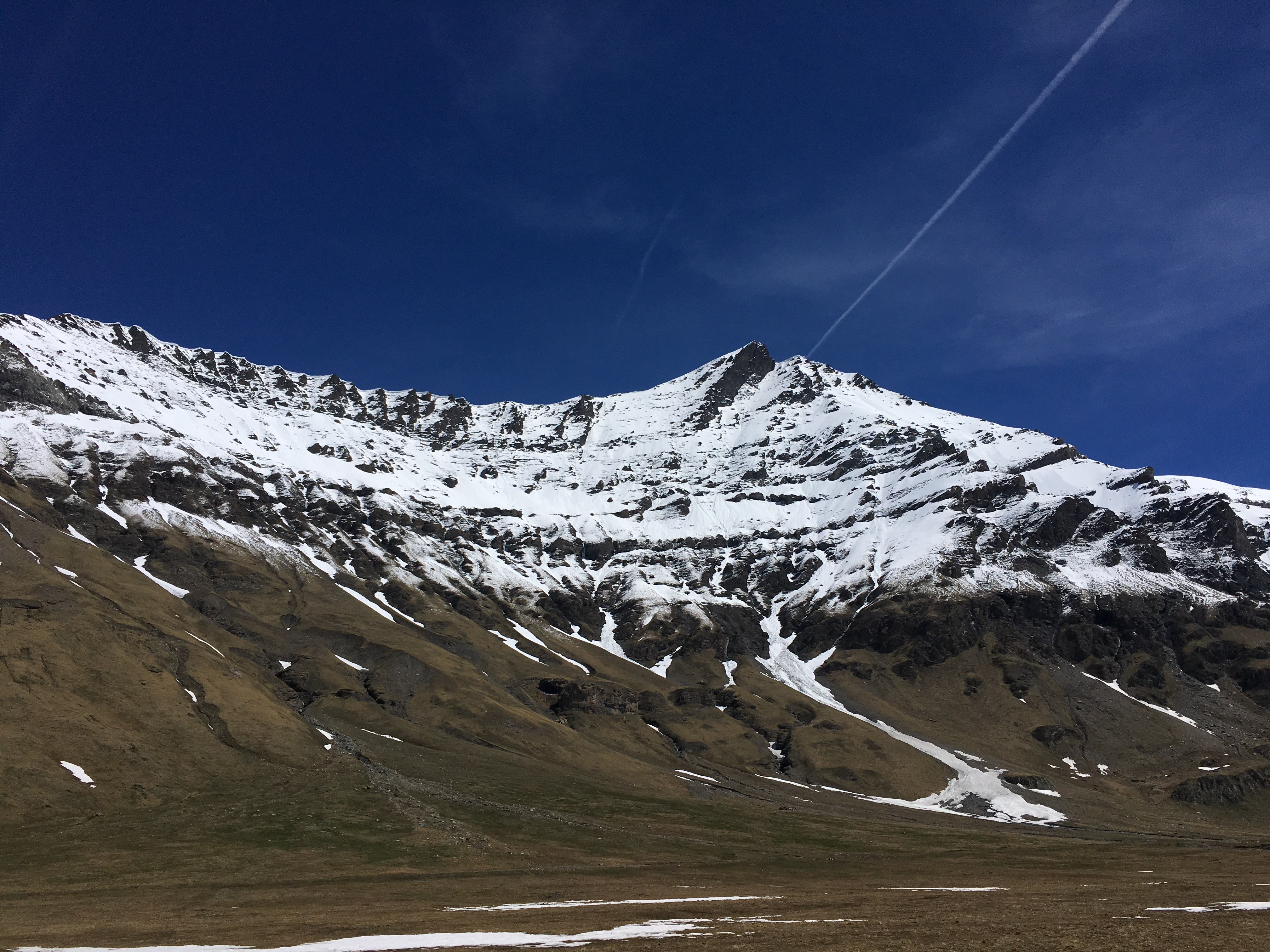
L'aiguille vue depuis le barrage du Saut au sud-ouest.

L'aiguille de la Grande Sassière se situe à la limite entre les communes françaises de Tignes (au sud) et de Sainte-Foy-Tarentaise (au nord), et la commune italienne de Valgrisenche (à l'est), la frontière franco-italienne bordant le versant oriental du sommet. La montagne domine au sud la vallée abritant la réserve naturelle nationale de la Grande Sassière, accessible en voiture jusqu'au barrage du Saut à 2 300 mètres d'altitude.
Cependant, le sommet se trouve plus proche du village de Val-d'Isère que des villages des deux communes adjacentes à l'aiguille (environ 6 km à vol d'oiseau).
La face nord surplombe le glacier de la Sassière tandis que la face sud forme un véritable mur de roche d'une hauteur de 1 300 m jusqu'à la vallée en contrebas.
Du haut de ses 3 747 ou 3 751 mètres d'altitude, le sommet constitue le cinquième plus haut point du département de la Savoie, après la Grande Casse (3 855 m), l'aiguille des Glaciers (3 816 m), le mont Pourri (3 779 m) et la pointe de Charbonnel (3 752 m).

### Géologie
La montagne est entièrement constituée de schistes lustrés.

## Histoire

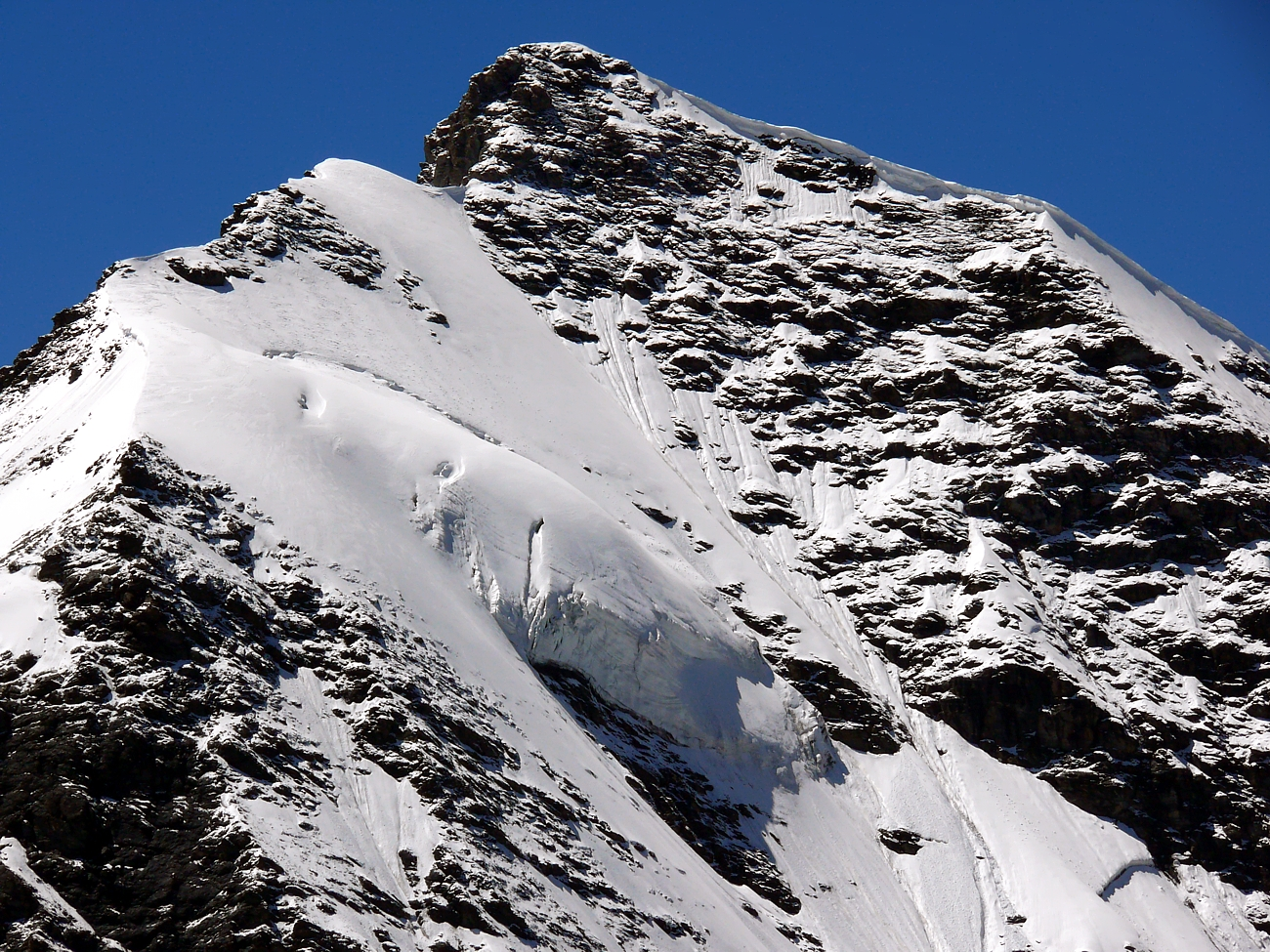
Vue du versant italien du sommet.

Quand l'Anglais William Mathews avec le guide chamoniard Michel Croz et un porteur (Michel Ducroz selon Coolidge) en firent l'ascension le 5 août 1860, en cherchant à repérer le mythique mont Iseran, ils y trouvèrent un cairn et des fragments de croix, et ils apprirent par la suite que la première ascension aurait été faite par un habitant de Tignes, Bertrand Chaudant (ou Chaudan), une cinquantaine d'années auparavant,.

## Ascension

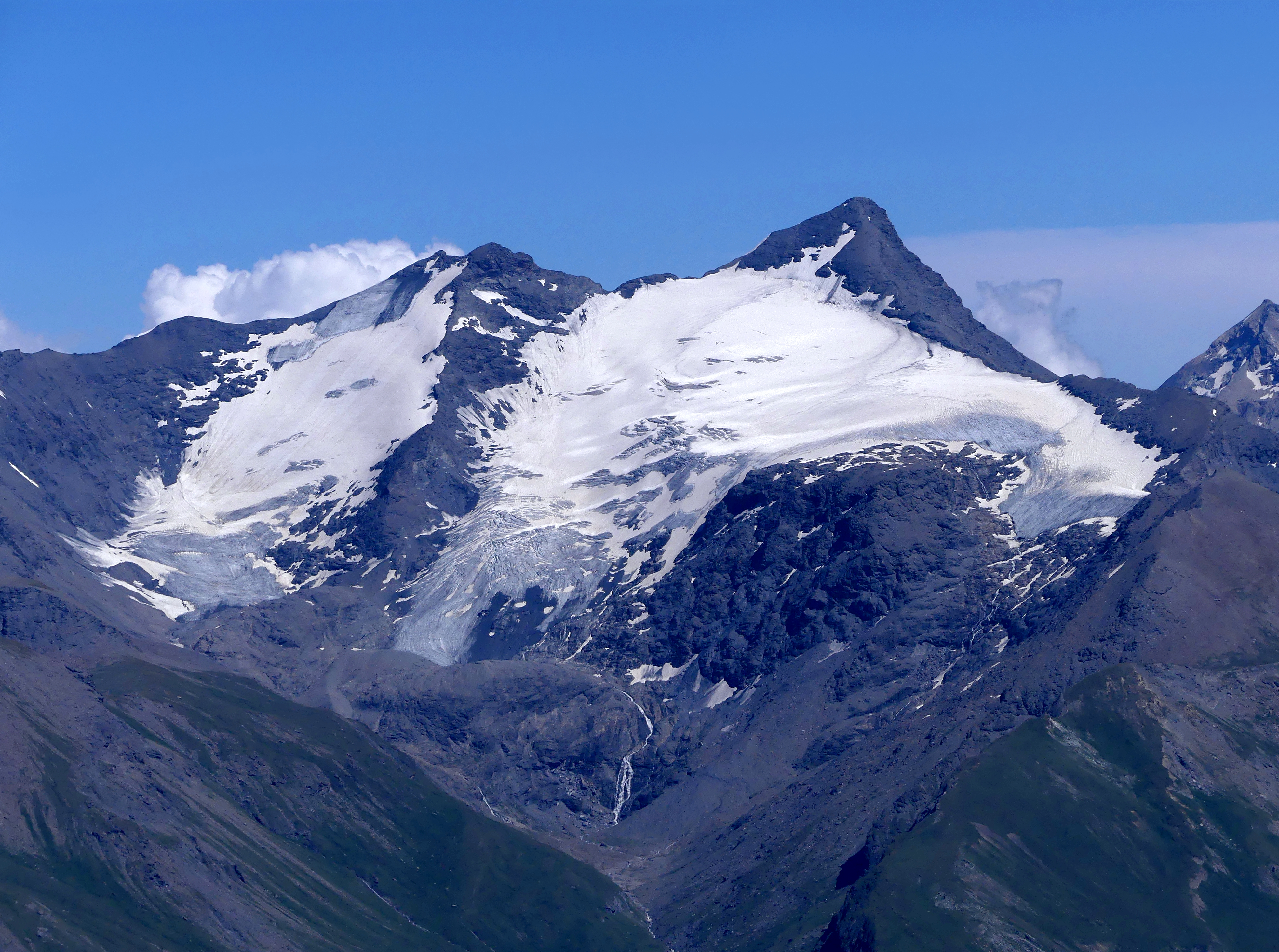
Vue de l'aiguille de la Grande Sassière (à droite) et de la Petite Sassière (à gauche) surplombant le glacier de la Sassière.

Ce sommet, bien que culminant à 3 747 mètres d'altitude, peut être accessible pour des randonneurs sans aucun matériel d'alpinisme. En effet, en cas de déneigement complet de l'arête et de la pyramide sommitale, cette course classée F devient une randonnée pour marcheurs confirmés. Ce phénomène n'est possible qu'entre un et deux mois par an en été selon l'enneigement.
L'utilisation de crampons et de piolets reste cependant conseillée car les schistes se retrouvent souvent gelés même en été, rendant l'ascension finale assez périlleuse.
L'aiguille de la Grande Sassière est également accessible en vélo tout-terrain ; elle serait le plus haut sommet français praticable par ce moyen.